# Wild Nights with Emily
Wild Nights with Emily ist eine US-amerikanische Filmbiografie von Madeleine Olnek aus dem Jahr 2018 über die US-amerikanische Dichterin Emily Dickinson.

## Handlung
Die Dichterin Emily Dickinson (1830–1886) führt ein zurückgezogenes Leben. Im Geheimen hat sie über Jahrzehnte eine Liebesbeziehung mit ihrer Jugendfreundin Susan Gilbert. Susan heiratet Emilys Bruder Austin, um Emily weiterhin nahe sein zu können, ohne Verdacht zu erregen. In ihren Gedichten verarbeitet Emily ihre Gefühle für Susan jedoch ganz offen. Nach Emilys Tod sorgt die Verlegerin Mabel, die eine Affäre mit Austin hat, dafür, dass die postum veröffentlichten Gedichte manipuliert und Emilys Liebesbriefe für Susan an Männer umadressiert werden.

## Kritik
Jude Dry bezeichnet den Film auf IndieWire als „beste lesbische Komödie seit Jahren“. In der Variety schreibt Amy Nicholson, der Film fordere die Art und Weise heraus, wie Geschichte erfasst werde. Moira Macdonald nennt Wild Nights with Emily in der Seattle Times einen „schnellen, witzigen Film“.

## Veröffentlichung
Der Film feierte am 11. März 2018 auf dem South by Southwest Film Festival seine Premiere. Seither lief er unter anderem auf dem Seattle International Film Festival, dem Edinburgh International Film Festival und dem San Diego International Film Festival. Seine Deutschlandpremiere feierte Wild Nights with Emily am 21. Oktober 2018 auf dem Filmfest homochrom. Der Film wurde im August 2019 auf dem queerfilmfestival in Berlin, München und Stuttgart gezeigt.